# Widerrechtliche Entnahme
Widerrechtliche Entnahme bezeichnet die Anmeldung einer Erfindung zu einem Patent durch einen Nichtberechtigten.
Merkmale der widerrechtlichen Entnahme sind:
- Erfindungsbesitz eines Klägers bzw. eines Einsprechenden
- Wesentliche Identität zwischen angemeldeter bzw. patentierter Erfindung
- Kausalität: Gegenstand der Anmeldung bzw. des Patents muss ursächlich auf den Erfindungsbesitz des Verletzten zurückgehen ("Entnahme")
- Widerrechtlichkeit der Entnahme

Widerrechtlichkeit der Entnahme besteht dann, wenn die Anmeldung ohne Einwilligung des Erfindungsbesitzers, dem die Erfindung entnommen wurde, erfolgt ist.